# Márton Fucsovics
Márton Fucsovics, né le 8 février 1992 à Nyíregyháza, est un joueur de tennis hongrois, professionnel depuis 2010.
Márton Fucsovics est le premier Hongrois à atteindre les quarts de finale d'un Grand Chelem depuis Balázs Taróczy à Roland Garros en 1981. Il les a atteint lors du tournoi de Wimbledon en 2021.

## Carrière

### Junior
Márton Fucsovics a commencé à jouer au tennis à l'âge de cinq ans avec son père Joszef et a obtenu plusieurs succès dans sa carrière junior. Il a gagné son premier grand titre en 2009 à l'US Open en double avec Hsieh Cheng-peng. En 2010, il bat Benjamin Mitchell pour gagner le tournoi de Wimbledon. La même année, il atteint aussi les demi-finales de l'Open d’Australie et de l'US Open. Grâce à ces résultats, il se trouve en tête du classement junior le 5 juillet 2010. Il participe aussi aux Jeux olympiques de la jeunesse à Singapour où il perd au premier tour en simple et il atteint les quarts de finale en double.

### 2011 - 2016: Performances sur les circuits secondaires
La transition du circuit junior au circuit senior a été « un long chemin » comme l'admet Fucsovics.
En 2011, il atteint trois demi-finales en Futures, en Chine à Mengzi en janvier et Chengdu en avril, et en France à Nevers en octobre. En 2012, il remporte trois titres Futures en double, à Fällanden (Suisse) en avril, à Toronto (Canada) en septembre et à Oujda (Maroc) fin novembre. Il atteint également sa première finale en simple à Poprad en Slovaquie en août qu'il perd face à Jaroslav Pospíšil. Il se qualifie pour son premier tournoi ATP à Bois-le-Duc. En Grand Chelem, il échoue lors des tours de qualification.
En 2013, il remporte ses deux premiers titres Challenger, à Anning en mai puis à Andria en novembre. Il se qualifie pour la deuxième fois pour le tableau principal d'un tournoi ATP à l’Open de Moselle, et y signe sa première victoire, face à Jérémy Chardy.
Il est ensuite actif sur le circuit Challenger, mais n'y rencontre pas de nouveaux succès avant 2017 où il remporte les tournois de Vicence et Ilkley.
Fin 2016, il se qualifie pour son premier tournoi du Grand Chelem, à l'US Open où il perd dès son premier tour. Il perd également d'entrée de lice à Wimbledon et l'US Open en 2017.

### 2017 - 2018: La Coupe Davis comme déclic, premier titre à Genève et 1/8eà l'Open d'Australie
Depuis 2010, Fucsovics représente chaque année la Hongrie en Coupe Davis. Lors de l'édition 2012, il bat Ernests Gulbis en cinq sets, ce qui constitue sa première victoire sur un membre du top 100. Il y présente d'ailleurs un bilan positif de 27 victoires pour 15 défaites.
La rencontre de barrages entre la Hongrie et la Russie, en septembre 2017, lui a servi de déclic. Il y a gagné ses trois matchs dont ses deux simple face à Andrey Rublev en cinq sets puis Karen Khachanov en trois sets. Par la suite, il accumule les bons résultats, en se qualifiant pour le tournoi de Stockholm et en atteignant les quarts de finale à Bâle, seulement arrêté par Marin Čilić en trois sets. Il intègre ainsi le top 100 mondial, et termine la saison au 85e rang.
Début 2018, après une finale au Challenger de Canberra, il prend part à l'Open d'Australie pour la première fois. Il y défait Radu Albot, la tête de série no 13 Sam Querrey puis Nicolás Kicker pour se qualifier pour son premier huitième de finale en Grand Chelem. Il y rencontre le no 2 mondial Roger Federer à qui il a servi de sparring-partner et est alors battu en trois sets (6-4, 7-63, 6-2).
Il remporte en mai son premier titre lors du tournoi de Genève en battant en finale l'Allemand Peter Gojowczyk (6-2, 6-2). En fin de saison, il est quart de finaliste à Pékin et à Vienne.

### 2019: Finale à Sofia
Il commence sa saison 2019 par une finale au tournoi de Sofia où il est défait par Daniil Medvedev, puis enchaîne sur deux quarts de finale à Rotterdam et Dubaï. 

### 2020: 1/8 à l'Open d'Australie et Roland-Garros
Début 2020, il se distingue en atteignant de nouveau les huitièmes de finale de l'Open d'Australie en sortant notamment au premier tour le 13e mondial Denis Shapovalov en quatre sets.

### 2024: Second titre à Bucarest
Fin avril, il dispute sa quatrième finale en carrière à Bucarest. Alors qu'il est non tête de série, il se défait du qualifié monégasque Valentin Vacherot (6-2, 7-6), de la tête de série numéro deux Tallon Griekspoor (7-5, 6-1) puis renverse le Français Corentin Moutet en quarts de finale (4-6, 6-4, 6-1). Il perd à l'occasion de ce match son seul set de la semaine, éliminant deux Sud-Américains adeptes de la terre battue, le Chilien Alejandro Tabilo (6-4, 6-4) en demi-finale et l'Argentin Mariano Navone (6-4, 7-5) en finale pour s'offrir son second titre sur le circuit professionnel après Genève, six ans auparavant.

## Palmarès

### Titres en simple
| No | Date       | Nom et lieu du tournoi                  | Catégorie | Dotation  | Surface      | Finaliste       | Score    |          |
| -- | ---------- | --------------------------------------- | --------- | --------- | ------------ | --------------- | -------- | -------- |
| 1  | 20-05-2018 | Banque Eric Sturdza Geneva Open, Genève | ATP 250   | 501 345 € | Terre (ext.) | Peter Gojowczyk | 6-2, 6-2 | Parcours |
| 2  | 15-04-2024 | Tiriac Open, Bucarest                   | ATP 250   | 579 320 € | Terre (ext.) | Mariano Navone  | 6-4, 7-5 | Parcours |

### Finales en simple
| No | Date       | Nom et lieu du tournoi                      | Catégorie | Dotation  | Surface    | Vainqueur       | Score     |          |
| -- | ---------- | ------------------------------------------- | --------- | --------- | ---------- | --------------- | --------- | -------- |
| 1  | 04-02-2019 | Sofia Open, Sofia                           | ATP 250   | 524 340 € | Dur (int.) | Daniil Medvedev | 6-4, 6-3  | Parcours |
| 2  | 01-03-2021 | ABN AMRO World Tennis Tournament, Rotterdam | ATP 500   | 980 580 € | Dur (int.) | Andrey Rublev   | 7-64, 6-4 | Parcours |

## Parcours dans les tournois duGrand Chelem

### En simple
| Année | Open d'Australie | Open d'Australie | Internationaux de France | Internationaux de France | Wimbledon       | Wimbledon         | US Open         | US Open              |
| ----- | ---------------- | ---------------- | ------------------------ | ------------------------ | --------------- | ----------------- | --------------- | -------------------- |
| 2016  | —                | —                | —                        | —                        | —               | —                 | 1er tour (1/64) | Nicolás Almagro      |
| 2017  | —                | —                | —                        | —                        | 1er tour (1/64) | Gilles Müller     | 1er tour (1/64) | Nicolas Mahut        |
| 2018  | 1/8 de finale    | Roger Federer    | 2e tour (1/32)           | Kyle Edmund              | 1er tour (1/64) | Julien Benneteau  | 1er tour (1/64) | Novak Djokovic       |
| 2019  | 2e tour (1/32)   | Borna Ćorić      | 1er tour (1/64)          | D. Schwartzman           | 2e tour (1/32)  | Fabio Fognini     | 1er tour (1/64) | N. Basilashvili      |
| 2020  | 1/8 de finale    | Roger Federer    | 1/8 de finale            | Andrey Rublev            | Annulé          | Annulé            | 3e tour (1/16)  | Frances Tiafoe       |
| 2021  | 3e tour (1/16)   | Milos Raonic     | 2e tour (1/32)           | Fabio Fognini            | 1/4 de finale   | Novak Djokovic    | 1er tour (1/64) | Andreas Seppi        |
| 2022  | 1er tour (1/64)  | Dušan Lajović    | 2e tour (1/32)           | Marin Čilić              | 1er tour (1/64) | Alexander Bublik  | 2e tour (1/32)  | A. Davidovich Fokina |
| 2023  | 3e tour (1/16)   | Jannik Sinner    | 2e tour (1/32)           | Novak Djokovic           | 3e tour (1/16)  | Daniil Medvedev   | 2e tour (1/32)  | Rinky Hijikata       |
| 2024  | 1er tour (1/64)  | Grigor Dimitrov  | 1er tour (1/64)          | Stéfanos Tsitsipás       | 1er tour (1/64) | Matteo Berrettini | 1er tour (1/64) | Jiří Lehečka         |
| 2025  | —                | —                | 2e tour (1/32)           | Tommy Paul               | 3e tour (1/16)  | Ben Shelton       |                 |                      |

N.B. : à droite du résultat se trouve le nom de l'ultime adversaire.

### En double messieurs
| Année | Open d'Australie                                                                          | Open d'Australie                                                                         | Internationaux de France                                                                    | Internationaux de France                                                             | Wimbledon                                                                                | Wimbledon                                                                          | US Open | US Open |
| ----- | ----------------------------------------------------------------------------------------- | ---------------------------------------------------------------------------------------- | ------------------------------------------------------------------------------------------- | ------------------------------------------------------------------------------------ | ---------------------------------------------------------------------------------------- | ---------------------------------------------------------------------------------- | ------- | ------- |
| 2018  | 1er tour (1/32) Y. Nishioka \|\| style="text-align:left;" \| Bob Bryan Mike Bryan         | 1er tour (1/32) M. Cecchinato \|\| style="text-align:left;" \| Łukasz Kubot Marcelo Melo | 1er tour (1/32) Mischa Zverev \|\| style="text-align:left;" \| Dominic Inglot Franko Škugor | 1er tour (1/32) J. Eysseric \|\| style="text-align:left;" \| P. Petzschner Tim Pütz  |                                                                                          |                                                                                    |         |         |
| 2019  | 1er tour (1/32) Marius Copil \|\| style="text-align:left;" \| Luke Bambridge Jonny O'Mara | 1er tour (1/32) R. Lindstedt \|\| style="text-align:left;" \| M. Demoliner Divij Sharan  | 1er tour (1/32) R. Berankis \|\| style="text-align:left;" \| Nikola Mektić Franko Škugor    | —                                                                                    | —                                                                                        |                                                                                    |         |         |
| 2020  | —                                                                                         | —                                                                                        | 2e tour (1/16) C. Norrie \|\| style="text-align:left;" \| J. Chardy F. Martin               | Annulé                                                                               | Annulé                                                                                   | —                                                                                  | —       |         |
| 2021  | —                                                                                         | —                                                                                        | 1er tour (1/32) S. Travaglia \|\| style="text-align:left;" \| M. Daniell P. Oswald          | 2e tour (1/16) S. Travaglia \|\| style="text-align:left;" \| Rajeev Ram J. Salisbury | 1er tour (1/32) S. Travaglia \|\| style="text-align:left;" \| Kevin Krawietz Horia Tecău |                                                                                    |         |         |
| 2022  | —                                                                                         | —                                                                                        | 2e tour (1/16) F. Tiafoe \|\| style="text-align:left;" \| A. Bublik T. Kokkinakis           | —                                                                                    | —                                                                                        | 1er tour (1/32) A. Molčan \|\| style="text-align:left;" \| N. Monroe K. Smith      |         |         |
| 2023  | —                                                                                         | —                                                                                        | 1er tour (1/32) A. Bublik \|\| style="text-align:left;" \| M. Middelkoop A. Mies            | —                                                                                    | —                                                                                        | 1er tour (1/32) A. Popyrin \|\| style="text-align:left;" \| P.-H. Herbert N. Mahut |         |         |
| 2024  | 2e tour (1/16) F. Marozsán \|\| style="text-align:left;" \| T. Macháč Zhang Z.            | —                                                                                        | —                                                                                           | —                                                                                    | —                                                                                        | —                                                                                  | —       |         |

N.B. : le nom du partenaire se trouve sous le résultat ; les noms des ultimes adversaires se trouvent à droite.

### En double mixte
| 2019 | 2e tour (1/8) Tímea Babos \|\| style="text-align:left;" \| Nicole Melichar Bruno Soares | 2e tour (1/8) Tímea Babos \|\| style="text-align:left;" \| Zhang Shuai John Peers | — | — | — | — |

N.B. : le nom de la partenaire se trouve sous le résultat ; les noms des ultimes adversaires se trouvent à droite.

## Parcours dans lesMasters 1000
| Année | Indian Wells               | Miami                | Monte-Carlo               | Madrid                 | Rome                     | Canada              | Cincinnati                  | Shanghai             | Paris                |
| ----- | -------------------------- | -------------------- | ------------------------- | ---------------------- | ------------------------ | ------------------- | --------------------------- | -------------------- | -------------------- |
| 2018  | 2e tour Marin Čilić        | 1er tour M. Marterer | 1er tour D. Medvedev      | —                      | —                        | 2e tour S. Wawrinka | 1/8 de finale S. Wawrinka   | 2e tour P. Gojowczyk | 2e tour Forfait      |
| 2019  | 2e tour S. Wawrinka        | 2e tour F. Auger     | 2e tour C. Norrie         | 2e tour G. Monfils     | 1er tour N. Basilashvili | 1er tour C. Norrie  | —                           | —                    | —                    |
| 2020  | n.o.                       | n.o.                 | n.o.                      | n.o.                   | —                        | n.o.                | 1/8 de finale F. Krajinović | n.o.                 | 1er tour Borna Ćorić |
| 2021  | 1er tour G. Mager          | 3e tour A. Rublev    | 1er tour L. Sonego        | 1er tour A. Bublik     | 2e tour D. Thiem         | —                   | 1er tour F. Auger           | n.o.                 | 2e tour N. Djokovic  |
| 2022  | 1er tour M. McDonald       | 2e tour C. Alcaraz   | 2e tour D. Schwartzman    | —                      | —                        | —                   | —                           | n.o.                 | —                    |
| 2023  | 1/8 de finale Taylor Fritz | 2e tour H. Rune      | 1er tour v. d. Zandschulp | 1er tour M. Cecchinato | 3e tour C. Norrie        | —                   | —                           | 3e tour F. Cerúndolo | 1er tour A. Zverev   |
| 2024  | —                          | 2e tour D. Medvedev  | —                         | —                      | 1er tour A. Müller       | —                   | —                           | —                    | —                    |
| 2025  | —                          | —                    | —                         | —                      | —                        |                     |                             |                      |                      |

N.B. : sous le résultat se trouve le nom de l’ultime adversaire.

## Parcours enCoupe Davis
| #                                                         | Date          | Lieu     | Surface      | Gagnant(s)                     | Perdant(s)                          | Score                    |          |
|                                                           |               |          |              |                                |                                     |                          |          |
| 2017 - play-off (groupe mondial) - Hongrie - Russie 3:1   |               |          |              |                                |                                     |                          |          |
| 1                                                         | 15-17/09/2017 | Budapest | Terre (ext.) | Márton Fucsovics               | Andrey Rublev                       | 6-2, 6-4, 5-7, 2-6, 6-3  | Parcours |
| 1                                                         | 15-17/09/2017 | Budapest | Terre (ext.) | Attila Balázs Márton Fucsovics | Konstantin Kravchuk Daniil Medvedev | 7-64, 6-4, 7-64          | Parcours |
| 1                                                         | 15-17/09/2017 | Budapest | Terre (ext.) | Márton Fucsovics               | Karen Khachanov                     | 7-5, 6-4, 6-4            | Parcours |
|                                                           |               |          |              |                                |                                     |                          |          |
| 2018 - 1er tour (groupe mondial) - Belgique - Hongrie 3:2 |               |          |              |                                |                                     |                          |          |
| 2                                                         | 02-04/02/2018 | Liège    | Dur (int.)   | Ruben Bemelmans                | Márton Fucsovics                    | 6-4, 4-6, 7-65, 6-3      | Parcours |
| 2                                                         | 02-04/02/2018 | Liège    | Dur (int.)   | Attila Balázs Márton Fucsovics | Ruben Bemelmans Joris De Loore      | 6-3, 6-4, 62-7, 4-6, 7-5 | Parcours |
| 2                                                         | 02-04/02/2018 | Liège    | Dur (int.)   | David Goffin                   | Márton Fucsovics                    | 7-5, 6-4, 3-6, 6-2       | Parcours |

## Victoires sur le top 10
Toutes ses victoires sur des joueurs classés dans le top 10 de l'ATP lors de la rencontre.
| Légende             |
| Grand Chelem        |
| Masters 1000        |
| ATP 500             |
| ATP 250             |
| Coupe Davis ATP Cup |

| # | M.F.  | Tournoi       | Année | Surface      | Adversaire      | Rang | Tour | Score                   |
| - | ----- | ------------- | ----- | ------------ | --------------- | ---- | ---- | ----------------------- |
| 1 | no 63 | Roland-Garros | 2020  | Terre battue | Daniil Medvedev | no 5 | 1/64 | 6-4, 7-63, 2-6, 6-1     |
| 2 | no 48 | Wimbledon     | 2021  | Gazon        | Andrey Rublev   | no 7 | 1/8  | 6-3, 4-6, 4-6, 6-0, 6-3 |
| 3 | no 86 | Stuttgart     | 2023  | Gazon        | Taylor Fritz    | no 8 | 1/4  | 6-4, 7-5                |

## Classements ATP en fin de saison
| Année          | 2008 | 2009 | 2010 | 2011 | 2012 | 2013 | 2014 | 2015 | 2016 | 2017 | 2018 | 2019 | 2020 | 2021 | 2022 | 2023 |
| Rang en simple | 1752 | –    | 1421 | 577  | 445  | 233  | 164  | 214  | 158  | 85   | 36   | 70   | 55   | 40   | 88   | 59   |
| Rang en double | –    | –    | –    | 1396 | 677  | 895  | 836  | 925  | 607  | 365  | 271  | 297  | 282  | 311  | 326  | –    |

Source : (en) Classements de Márton Fucsovics sur le site officiel de la Fédération internationale de tennis